# Grodzisk (powiat miński)
Grodzisk – wieś sołecka w Polsce położona w województwie mazowieckim, w powiecie mińskim, w gminie Mrozy. 
| SIMC    | Nazwa       | Rodzaj    |
| ------- | ----------- | --------- |
| 0682755 | Ogrodna     | część wsi |
| 0682761 | Podskrudzie | część wsi |

Powierzchnia obrębu: 591,55 ha. Zagospodarowanie przestrzenne: tereny zabudowy rolniczo-siedliskowej z dopuszczeniem usług, zabudowy letniskowej.
Wierni Kościoła rzymskokatolickiego należą do parafii św. Teresy od Dzieciątka Jezus w Mrozach.

## Historia
Wieś kolonialna, należała do gm. Kuflew, par. Kałuszyn. Według A. Pawińskiego w 1563 wśród miejscowości należących do parafii Kałuszyn była wieś Grodzisko. Dużo wcześniej istniało tam osadnictwo, o czy świadczy istnienie grodziska, czyli pozostałości po grodzie. Gród założyli osadnicy emigrujący na wschód od Wisły, którzy powoli pokonywali zalesione tereny, tworząc osady. Gród służył za schronienie mieszkańcom wspólnoty oraz ich dobytku w przypadku najazdu wroga, był miejscem obrad starszyzny, a byli nimi właściciele osad – książęta lub zamożni przybysze. Niedaleko stacji kolejowej na cyplowatym, morenowym wzniesieniu wśród łąk i pól znajdują się wały o lokalnej nazwie „okopy szwedzkie” lub „szwedzka reduta”.
Badania archeologiczne przeprowadzone w 1957 i 1965 dowodzą, że gród z XI w. ma do dziś ślady umocnień obronnych, które otaczają konstrukcję drewnianą. Jest to grodzisko dwuczłonkowe o wymiarach 120 x 150 m z pojedynczym pierścieniem wału i wydzielonym stożkiem, wewnątrz którego górna platforma wynosi ok. 30 m średnicy. Wypełnisko wału tworzyły izbice wypełnione gliną, wewnątrz zaopatrzone w warstwę kamieni, tworzących ławę. Później jego szczyt podniesiono kamieniami, a całość oblepiono grubą warstwą gliny. Gród otoczony był podwójnym pierścieniem wałów, rozdzielonych 5-metrową fosą o głębokości 1,75 m, otaczającą go od strony zewnętrznej. Wróg, chcąc dotrzeć do podnóża wału, musiałby pokonać najpierw tę fosę, potem ławę o szer. 1 m. Zabudowa zewnętrzna takich grodów to budynki naziemne, budowane na zrąb, z piecami lub paleniskami z kamieni i często drewniana podłogą oraz chaty półziemiankowe. Podczas badań znaleziono ułamki naczyń glinianych, liczne fragm. ceramiki z XI w., węgle drzewne i kości zwierzęce. Obecnie obszar jest pod uprawą, co spowodowało zniszczenie obiektu. 
Pod koniec XIX w. było trzydzieści jeden domostw i 916 mr. ziemi. Już w 1916 istniała dwuklasowa szkoła. W chwili odzyskania przez Polskę niepodległości mieszkały tu 574 osoby, a w 1923 – 560 w dziewięćdziesięciu dwóch budynkach drewnianych i jednym murowanym.
3 czerwca 1948 oddział Narodowych Sił Zbrojnych Zygmunta Jezierskiego stoczył tu walkę z siedemdziesięcioosobową grupą operacyjną Urzędu Bezpieczeństwa, Korpusem Bezpieczeństwa Wewnętrznego i Milicji Obywatelskiej.
W latach 1954–1968 wieś należała i była siedzibą władz gromady Grodzisk, po jej zniesieniu w gromadzie Mrozy. W latach 1954–1972 Grodzisk był siedzibą Gminnej Rady Narodowej. W latach 1975–1998 miejscowość należała administracyjnie do województwa siedleckiego.

## Infrastruktura

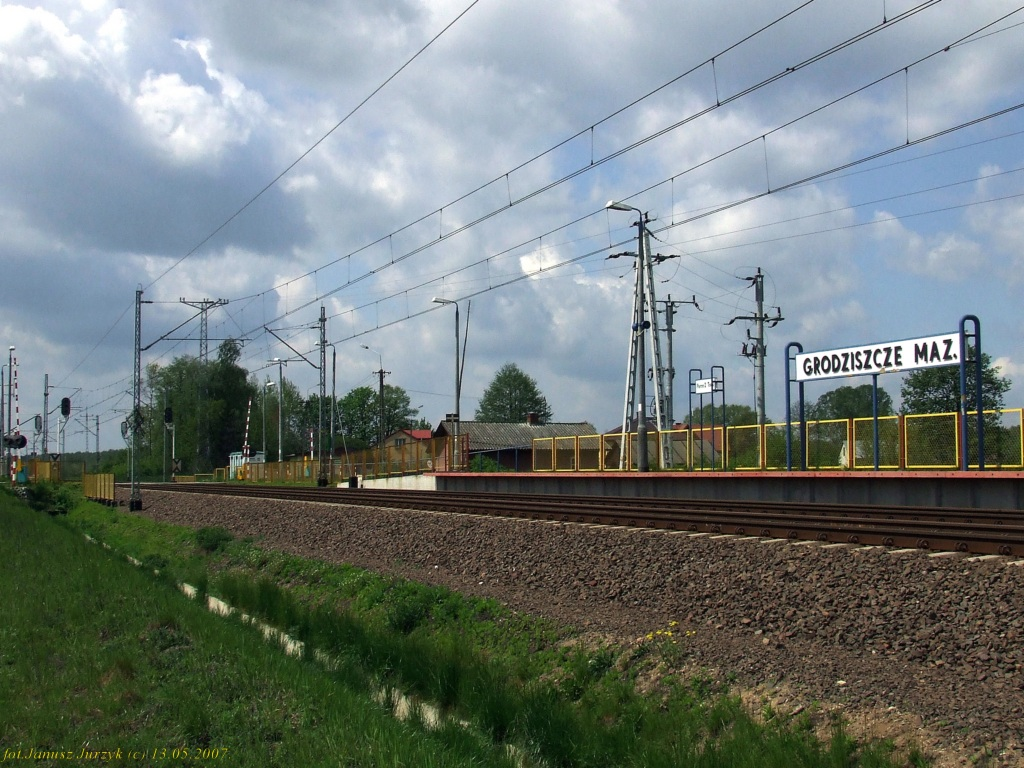
Grodziszcze Mazowieckie

Miejscowość należy do parafii św. Teresy od Dzieciątka Jezus, która znajduje się w Mrozach.
We wsi Grodzisk, tuż obok przystanku PKP, oglądać można pozostałości po wszesnośredniowiecznym grodzisku, będącym stanowiskiem archeologicznym wpisanym do Rejestru Zabytków. Grodzisko położone na wzniesieniu morenowym, otoczone podmokłymi łąkami i polami, posiada dwa wały owalne, których wysokość nie przekracza 3 m. 
Stacja kolejowa PKP (Grodziszcze Mazowieckie), położona na linii kolejowej nr 2 (Warszawa-Moskwa).
Znajduje się tu szkoła podstawowa, przedszkole oraz jednostka Ochotniczej Straży Pożarnej założona w 1931. W ramach programu Orlik 2012 powstało nowoczesne, ogólnodostępne i bezpłatne boisko sportowe wraz z szatniami i zapleczem socjalnym.

## Ludzie związani z Grodziskiem
- Czesław Gałązka (1924-1949; urodzony w Grodzisku) - działacz polskiego podziemia niepodległościowego, oficer NSZ i AK.